# Jean-Claude Lemoult
Jean-Claude Lemoult (Neufchâteau, 28 agosto 1960) è un ex calciatore francese, di ruolo centrocampista.

## Palmarès

### Club
- Campionato francese: 1

Paris Saint-Germain: 1985-1986
- Coppa di Francia: 3

Paris Saint-Germain: 1981-1982, 1982-1983
Montpellier: 1989-1990

### Nazionale
- Oro olimpico: 1

1984